# Dual in-line package
Der englische Begriff dual in-line package (Akronym DIP, auch Dual In-Line, kurz DIL, dt. «zweireihiges Gehäuse») ist  eine längliche Gehäuseform (engl. Package) für elektronische Bauelemente, bei der sich zwei Reihen von Anschlussstiften (Pins) zur Durchsteckmontage an gegenüberliegenden Seiten des Gehäuses befinden.

## Funktion und Anwendung

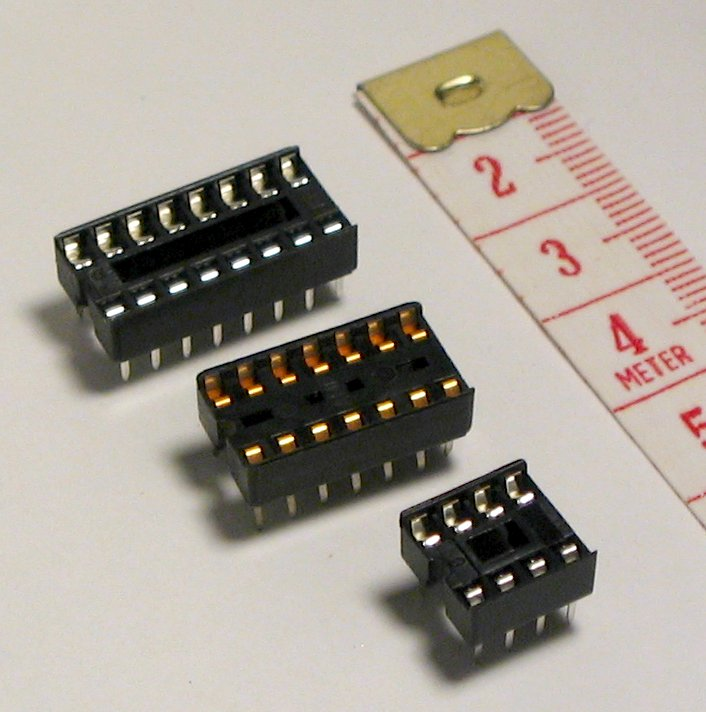
IC-Fassungen für DIP

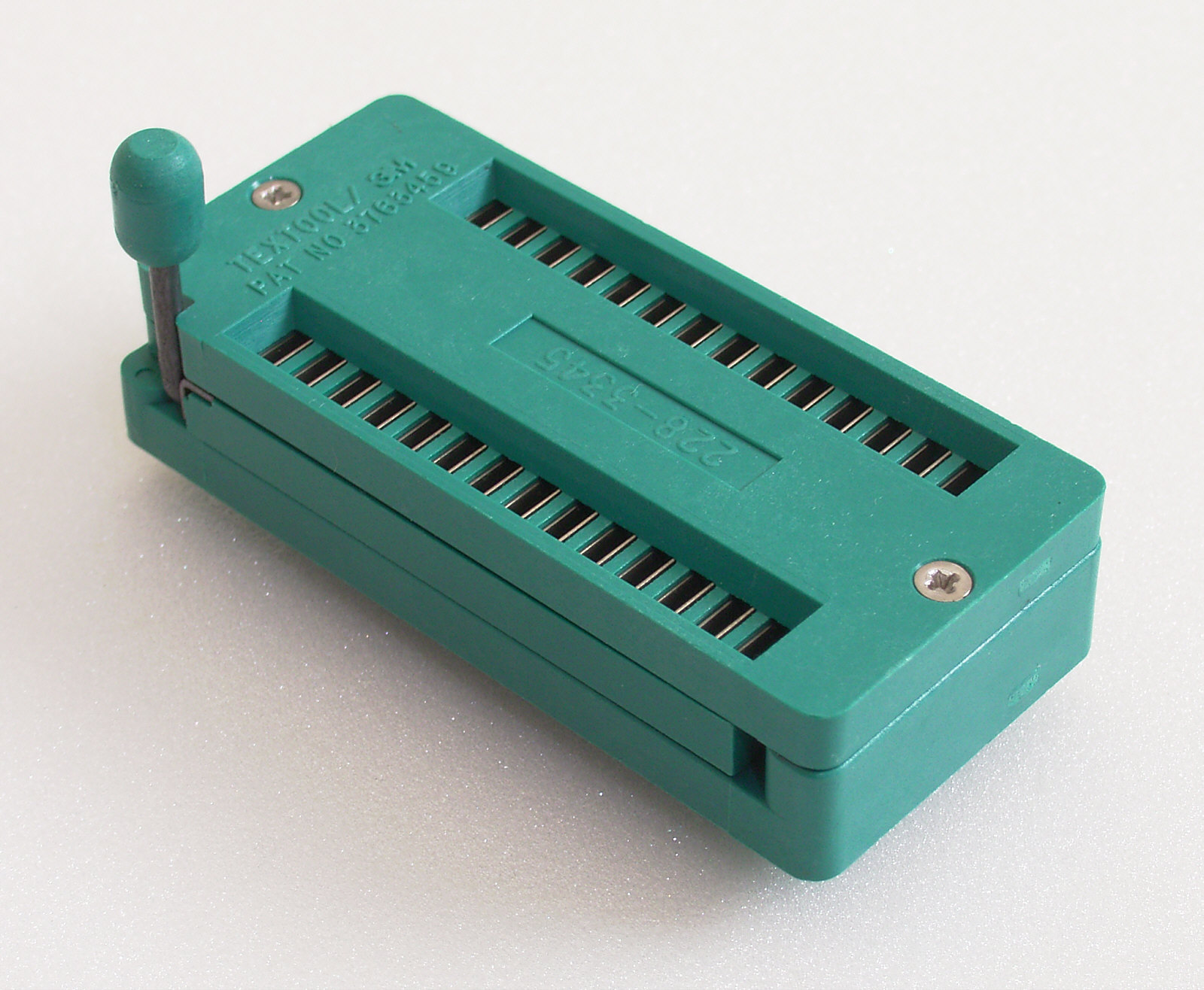
28-polige DIP-Nullkraftsockel

Die Anschlussstifte sind dazu bestimmt, durch Löcher einer Leiterplatte gesteckt und von der Unterseite her verlötet zu werden. Bei einlagigen Platinen und auch bei durchkontaktierten mehrlagigen Platinen ist es dadurch im Gegensatz zu obenliegenden oberflächenmontierten Gehäusen möglich, die Bauteile durch Wellenlöten zu löten. Bauteile in DIP-Gehäusen können auch mit Steckfassungen (synonym Fassungen oder Sockel) verwendet werden, um sie auswechseln zu können.
DIP ist die klassische Gehäusebauform für integrierte Schaltungen. Die Gehäuse haben meistens zwischen 8 und 64 Pins und einen Körper aus Kunststoff oder Keramik. Die Keramikversion wird auch als CERDIP bezeichnet (im Gegensatz dazu PDIP für Plastik-Ummantelung).
Es gibt aber auch andere Bauelemente in DIP-Gehäusen, wie zum Beispiel Relais, Optokoppler, Schalter, Gleichrichterbrücken oder Widerstands-Netzwerke, die sich oft durch Farbe (hell statt dunkel) oder Pinzahl (beziehungsweise fehlende Pins) von integrierten Schaltungen unterscheiden lassen.
Im Gegensatz zum DIP-Gehäuse hat ein Single in-line package (SIP/SIL, also einreihiges Gehäuse) nur eine Reihe von Anschlussstiften zur Durchsteckmontage. Sowohl bei DIP als auch bei SIP gibt es Bauformen, in der die Pins innerhalb der Reihe versetzt zueinander im Zickzack angeordnet sind, also abwechselnd um ein Rastermaß weiter außen oder innen, wodurch man die Lötaugen oder deren Abstände größer dimensionieren kann. Solche SIP-Bauformen werden auch ZIP genannt.

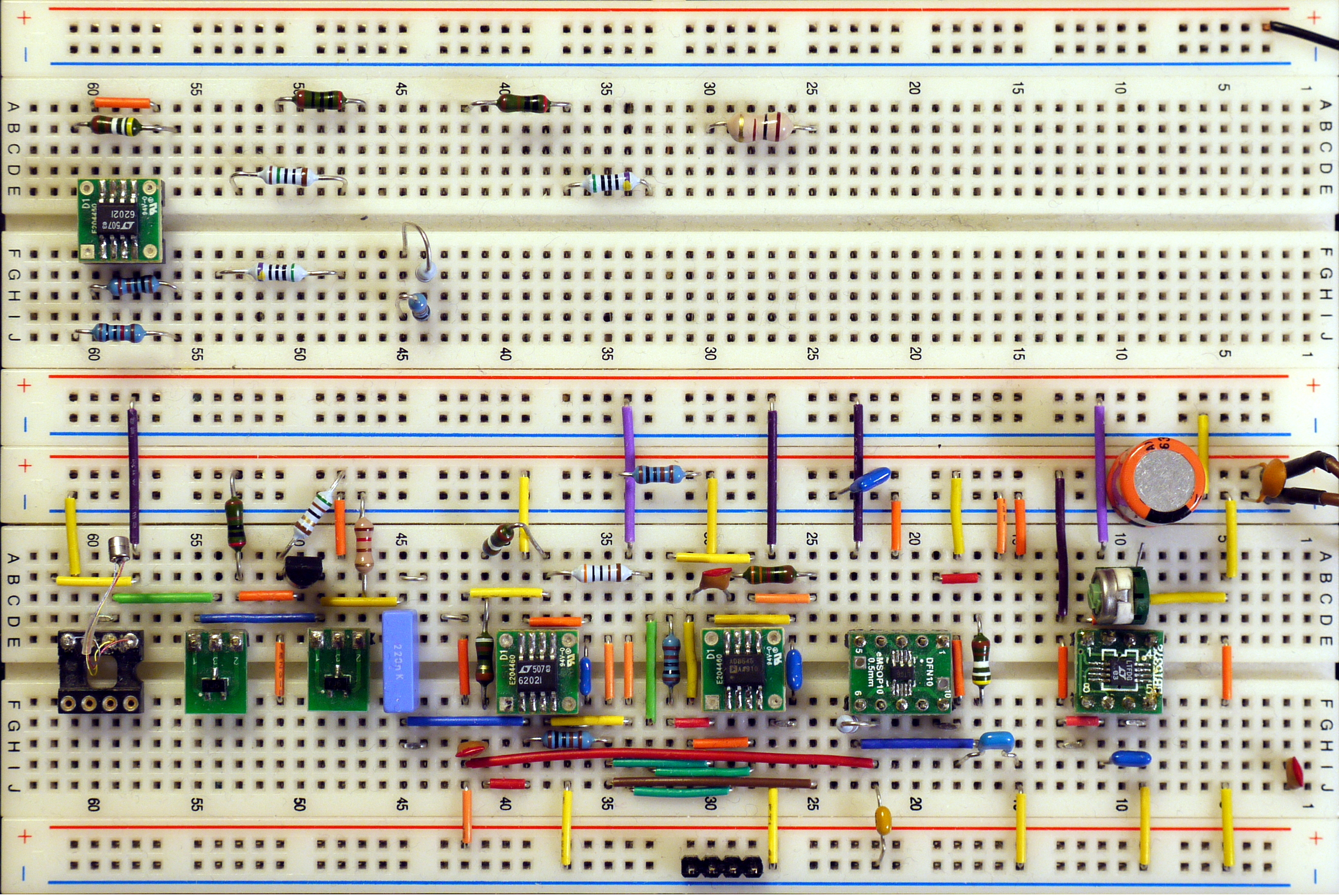
Steckplatine mit SMD-Bauteilen auf „Breakout Boards“ mit DIP- und SIP-Anschlüssen

Aufgrund der zunehmenden Miniaturisierung sowie der steigenden Anzahl an benötigten Anschlüssen bei Integrierten Schaltungen ist der Einsatz des DIP-Gehäuses seit den 1990er Jahren stark rückläufig. Jedoch sind Bauteile und „Breakout Board“-Adapter mit Anschlüssen im DIP- oder SIP-Format im Experimentier- oder Prototypenstadium weiterhin gebräuchlich, da sie im Gegensatz zu SMD-Bauelementen gut von Hand auf Lochrasterplatinen verlötet oder auf Steckplatinen verwendet werden können.

## Typische Abmessungen
Die meisten DIPs haben ein Pinraster von 2,54 mm (1⁄10 Zoll) und einen Reihenabstand von 7,62 mm (3⁄10 Zoll) oder 15,24 mm (6⁄10 Zoll). Aufgrund der zweireihigen Anordnung der Pins haben alle Typen eine geradzahlige Pinanzahl. Die 7,62-mm-Variante hat üblicherweise 8 bis 20 Pins. Die 15,24-mm-Variante ist mit 32 bis 64 Pins ausgestattet. DIPs mit 24 und 28 Pins kommen in beiden Varianten vor.

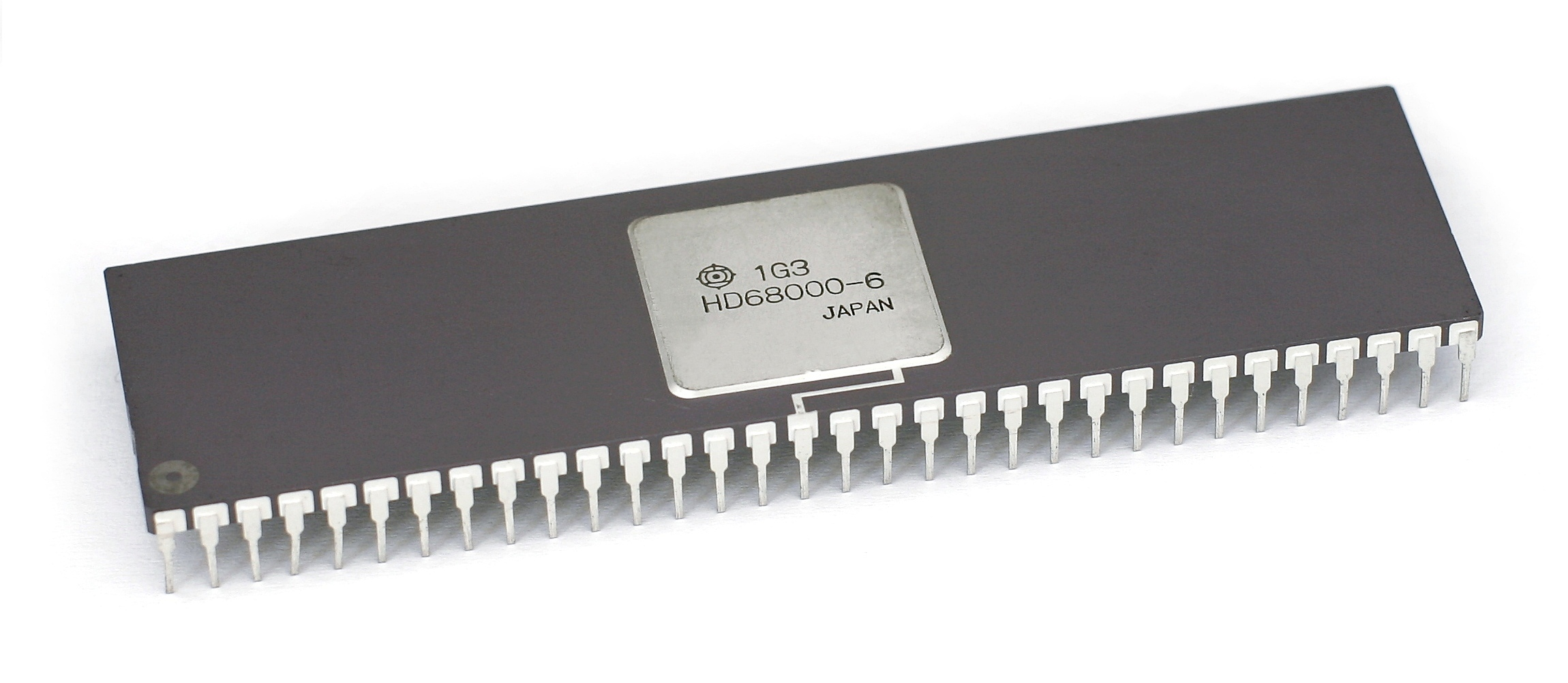
Ein MC68000 von Hitachi im 64-poligem DIP

Der JEDEC-Standard sieht auch weniger gebräuchliche Varianten mit 10,16 oder 22,86 mm Reihenabstand vor. Andere standardisierte Varianten haben einen Pinabstand von 17,78 mm (7⁄10 Zoll).
Selten finden sich auch Bauteile mit einem Pinraster 2 mm und einem Reihenabstand von 5,35 mm.

## Pinbelegung

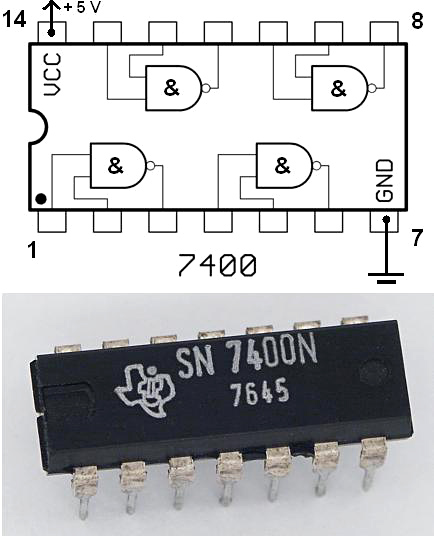
TTL-Chip 7400 mit Innenschaltung und typischer Anschlussbelegung (DIP-14)

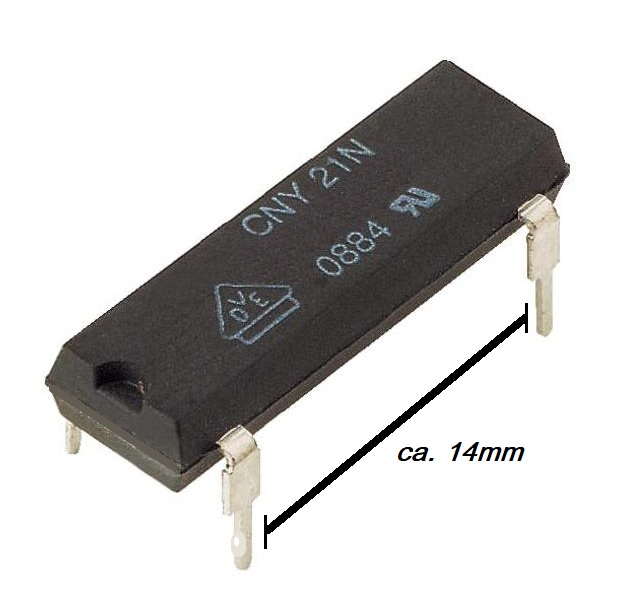
Optokoppler (DIP-4, die Außenmaße entsprechen denen von DIP-14)

Standardmäßig stellt man die Chips in Skizzen in einer Ansicht von oben („Bestückungsseite“) dar, und zwar wie im Bild mit dem 7400 gezeigt in Querrichtung, so dass man den Aufdruck direkt lesen kann. Dabei liegt die Kerbe in der einen Gehäuseschmalseite immer links. Links unten bei dieser Kerbe fängt die Zählung der Pins bei 1 an und geht dann im Gegenuhrzeigersinn um den Chip herum bis nach links oben. Der Pin 1 ist zusätzlich meist durch eine aufgedruckte oder eingeprägte Markierung gekennzeichnet.
Die Belegung der Spannungsversorgung folgt bei Digitalschaltungen meistens dem Standard, dass die Masse rechts unten und die positive Betriebsspannung links oben direkt neben der Kerbe angeschlossen werden. Aufgrund dieser Standardisierung lohnt es sich auch, Steckfassungen für diese ICs mit schon eingebauten Stützkondensatoren anzubieten.

## DIP versus SMD bzw. SO
Als sich die Bauelemente für die Oberflächenmontage (engl. surface mounted device, SMD) etablierten, stieg die Nachfrage nach oberflächenmontierbaren Schaltkreisen (SMD-IC) stark an. Um den Bedarf decken zu können und um die bereits produzierten DIP-Schaltkreise verkaufen zu können, begannen die Hersteller, DIPs in SMDs umzuarbeiten, indem sie die Pins unterhalb der Bauteilkörperunterkante rechtwinklig nach außen bogen. Eine SMD-Variante mit DIP-Maßen entstand, die aber Ende der 1980er Jahre kaum noch verwendet wurde. Parallel kamen Plastic Leaded Chip Carrier (PLCC) auf, bei denen die Pins unter dem Gehäuse nach innen gebogen waren. Als Besonderheit sind PLCC eine der wenigen SMD-Gehäusevarianten, für die standardmäßig Fassungen verfügbar sind.

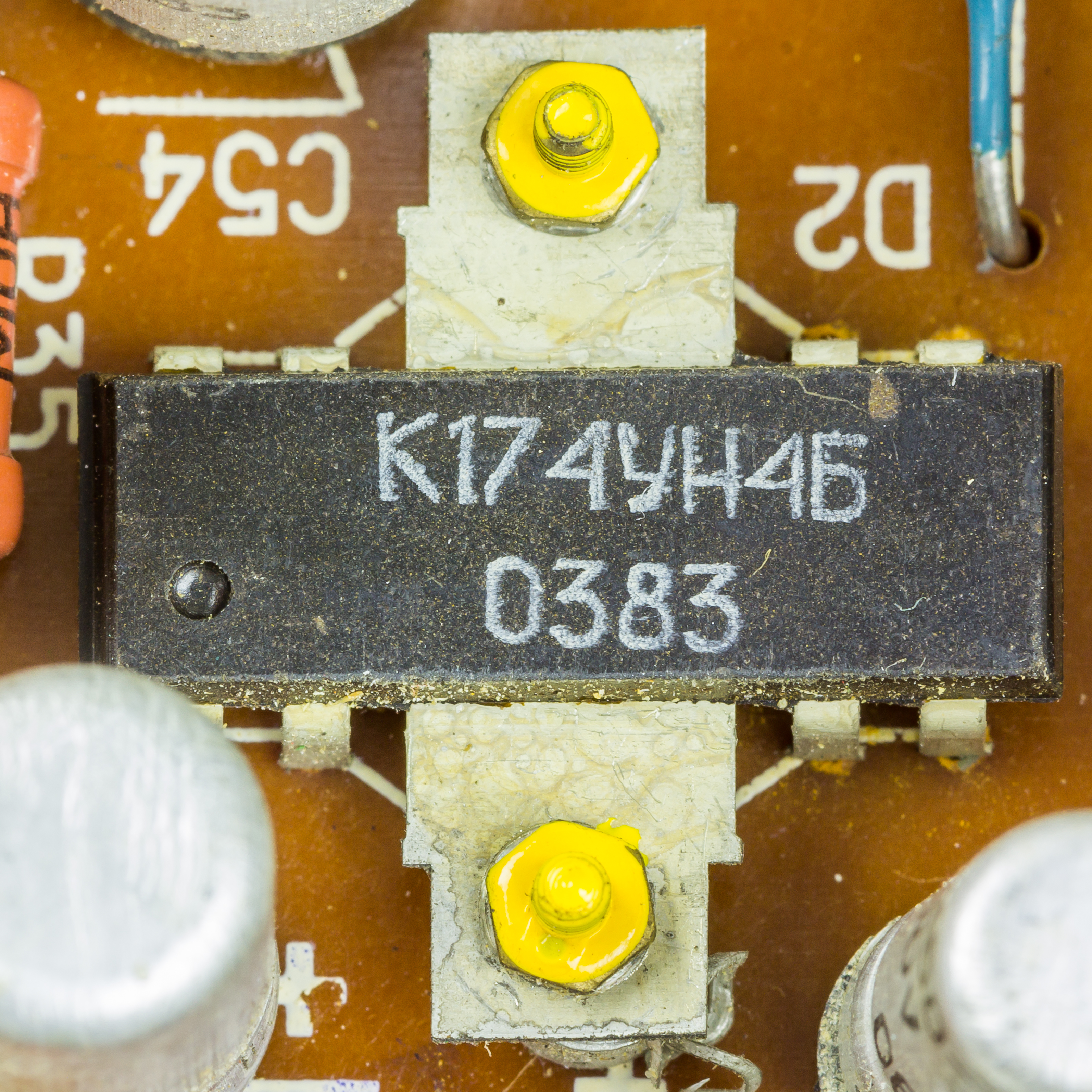
DIP-Gehäuse mit Kühlflächen, die Außenmaße entsprechen denen von DIP-14

Später führte die Umstellung auf SMD durchweg zur Miniaturisierung und zu den kleineren SMD-Rastermaßen von 1,27 mm oder 0,65 mm der nun wieder nach außen gebogenen Anschlussbeine bei den SO-Bauformen (wie SOP von engl. small outline package bzw. TSSOP von engl. thin shrink small outline package). Die neue Montagetechnologie erforderte neue Herstellungs- und Bestückungsmaschinen, spart jedoch Platz und Gehäusematerial, erfordert weniger genaues Treffen der Lötinseln bei der Bestückung (die Löcher für DIP-Bauteile wurden in einlagigen Platinen oft konisch gebohrt, um sie mit den Anschlussbeinen sicher zu treffen).
Die oben angeführten Standards zur Pinbelegung wurden bei den SMD-Varianten unverändert in den kleineren Maßstab übernommen.
2004 waren noch viele ältere sowie Standard-ICs in DIP-Gehäusen verfügbar. Einzelne ICs waren sogar nur in DIP-Gehäusen verfügbar, so dass man auf den Leiterplatten oft gemischte Bestückung (SMD und Durchsteckmontage) findet.
Bei zahlreichen neu entwickelten Bauelementen werden häufig nur noch die SMD-Bauformen angeboten. Dies gilt besonders für Bauelemente, die mit hoher Taktfrequenz (wie z. B. Prozessoren) arbeiten sollen. Aufgrund der größeren Abmessungen der DIP-Gehäuse und den damit verbundenen Leitungslängen können diese Bauelemente nicht mit sehr hohen Frequenzen betrieben werden, wenn schnelle Datenleitungen, wie zum Beispiel Busse, herausgeführt werden sollen. Trotz der Dominanz der SMD-Bauteile kamen selbst im Jahr 2013 noch neue Mikrocontroller im DIP-Gehäuse auf den Markt. Ein großer Vorteil von DIP-Gehäusen bei Mikrocontrollern und anderen programmierbaren ICs ist, dass sie in Fassungen gesteckt werden können, um sie zu programmieren, während für SMD-Bauteile zusätzliche Bauteile (z. B. Buchsen) für die Programmierung vorgesehen werden müssen.
DIP-Schaltungen eignen sich besser zum Aufbau von Prototypen, Versuchsschaltungen oder Kleinserien, da sie problemlos per Hand gelötet werden können. DIP-Bauformen der gleichen Chips sind trotz höheren Materialbedarfs heute kaum teurer, manchmal sogar billiger als SMD. Ein Grund liegt eventuell darin, dass DIP-Bauteile beim Verlöten geringeren Temperaturbelastungen standhalten müssen als SMD.